# Barranco de Malpàs
El Barranco de Malpàs es un barranco afluente de la Rivera del Convent. Se forma dentro del antiguo término de Malpàs, propio del pueblo de Castellars. Uno de los barrancos que contribuyen a su formación es el barranco de Peranera.
Junto con el barranco de Viu forma la Rivera del Convent.